# Christian Frederik Lütken
Christian Frederik Lütken (Sorø, 7 oktober 1827 – 6 februari 1901, Kopenhagen) was een zoöloog uit Denemarken, gespecialiseerd in stekelhuidigen, waarvan hij veel soorten en geslachten beschreef en benoemde.

## Levensschets
Lütken was de zoon van de schrijver Johann Christian Lütken, die tevens leraar filosofie was aan de "Sorø Akademi" (een gymnasium). Dat gymnasium werd van 1844 tot 1846 ook door de zoon bezocht. Hij maakte daar kennis met Japetus Steenstrup, die er tot 1845 leraar mineralogie was. Lütken begon daarna een studie zoölogie in Kopenhagen, bij de daar inmiddels als hoogleraar werkende Steenstrup. Hij onderbrak zijn studie in 1848 om vrijwillig dienst te nemen in het Deense leger tijdens de Eerste Duits-Deense Oorlog. Het belette hem niet om in 1850 zijn eerste wetenschappelijke werk te publiceren, over de systematische indeling van de neteldieren. In 1852 gaf hij zijn positie als luitenant op, en hervatte zijn studie. Het volgende jaar behaalde hij zijn mastergraad in de zoölogie. Daarna werkte hij als assistent van Steenstrup aan het Zoologisk Museum van de Universiteit van Kopenhagen. Op 8 oktober 1855 huwde hij zijn nicht Mathea Elisabeth Müller (15 maart 1834 - 28 maart 1890). Op 19 juni 1857 promoveerde hij op een proefschrift over de stekelhuidigen van Groenland. Hij hield zich daarna jarenlang bezig met ongewervelden maar hij publiceerde, hoofdzakelijk in samenwerking met Johannes Theodor Reinhardt, ook over "reptielen" en amfibieën en later over vissen. In 1882 werd hij curator gewervelden. Van 1878 tot 1886 was hij daarnaast docent zoölogie aan de Polytechnische Universiteit. Toen Steenstrup begin 1885 met emeritaat ging, volgde Lütken hem op, en vanaf 28 januari dat jaar was hij hoogleraar in de zoölogie en directeur van het Zoölogisch Museum, een positie die hij hield tot 1899, toen lichamelijke ongemakken hem het werk ernstig waren gaan bemoeilijken. In het laatste jaar van zijn leven raakte hij geleidelijk verlamd.
Lütken specialiseerde zich vooral in de taxonomie van stekelhuidigen en werd in dat vakgebied door zijn tijdgenoten als zeer deskundig beschouwd. Hij beschreef en benoemde in totaal zo'n 140 taxa van slangsterren, waarvan in 2012 nog 111 namen als geldig werden gebruikt. Samen met Johannes Theodor Reinhardt beschreef hij een aantal Midden- en Zuid-Amerikaanse amfibieën en "reptielen" in Bidrag til Kundskab om Brasiliens Padder og Krybdyr (1862). Hij beschreef en benoemde aan de hand van door Reinhardt gemaakte verzamelingen en aantekeningen ook een aantal vissen, onder meer in de families Characidae, Callichthyidae (pantsermeervallen) en Pimelodidae.
Hij was ridder in de Orde van de Dannebrog, vanaf 1870 lid van het Kongelige Danske Videnskabernes Selskab en vanaf 1897 corresponderend lid van de Russische Academie van Wetenschappen.

## Publicaties
| 1850 | Nogle Bemaerkninger om Medusernes systematiske Inddeling, navnlig med Hensyn til Forbes's History of British naked-eyed Medusae. Videnskabelige Meddelelser fra den naturhistoriske Forening i Kjöbenhavn 1849 og 1850: 15–35; BHL |
| 1851 | Nogle bemaerkinger om naeseborenes stilling hos de i gruppe med Ophisurus staaende slaegter af aalefamilien. Videnskabelige Meddelelser fra den naturhistoriske Forening i Kjöbenhavn 1851: 1–21; BHL ook als: Ueber die Stellung der Nasenlöcher bei den Ophisurus-Arten und den mit ihnen verwandten Gattungen aus der Familie der Aale. Archiv für Naturgeschichte 18(1): 255–276 (1852); BHL |
| –    | Siphonops brasiliensis, en ny Art af Ormpaddernes (Caeciliernes) Familie. Videnskabelige Meddelelser fra den naturhistoriske Forening i Kjöbenhavn 1851: 52–54; BHL |
| 1855 | Bidrag til Kundskab om Slangestjernerne. I. Forelöbig Oversigt over Grönlandshavet Ophiurer. Videnskabelige Meddelelser fra den naturhistoriske Forening i Kjöbenhavn 1854: 95–104; BHL |
| 1856 | Bidrag til Kundskab om Slangestjernerne. II. Oversigt over de vestindiske Ophiurer. Videnskabelige Meddelelser fra den naturhistoriske Forening i Kjöbenhavn 1856: 1–19; BHL |
| –    | Bidrag til Kundskab om Slangestjernerne. III. Bidrag til Kundskab om Ophiurerne ved Central-Amerikas Vestkyst. Videnskabelige Meddelelser fra den naturhistoriske Forening i Kjöbenhavn 1856: 20–26; BHL |
| 1857 | De ved Danmarks Kyster levende Pighude. Videnskabelige Meddelelser fra den naturhistoriske Forening i Kjöbenhavn 1856: 88–110; BHL |
| –    | Oversigt over Grönlands Echinodermata samt over denne Dyreklasses geographiske og bathymetriske Udbredningsforhold i de nordiske Have. Thesis: Kjöbenhavns Universitet: 1–109; BHL |
| –    | Oversigt over Grönlands Echinodermer. Videnskabelige Meddelelser fra den naturhistoriske Forening i Kjöbenhavn 1857: 1-55; BHL |
| 1858 | Additamenta ad historiam Ophiuridarum. Beskrivelser af nye eller hidtil kun ufuldstaendigt kjendte Arter af Slangestjerner. Første Afdeling. Det Kongelige Danske videnskabernes Selskabs Skrifter. Naturvidenskabelig og mathematiske Afdeling ser. 5, 5: 1–74; BHL |
| 1859 | Nogle bemaerkninger om de Nordiske Aega-arter samt om Aega-slaegtens rette Begraendsning. Videnskabelige Meddelelser fra den naturhistoriske Forening i Kjöbenhavn 1858: 65–78; BHL |
| –    | Bidrag til Kundskab om de ved Kysterne af Mellem- og Syd-Amerika levende Arter af Söstjerner. Videnskabelige Meddelelser fra den naturhistoriske Forening i Kjöbenhavn ser. 2, 1: 25–96; BHL |
| –    | Additamenta ad historiam Ophiuridarum. Beskrivelser af nye eller hidtil kun ufuldstaendigt kjendte Arter af Slangestjerner. Anden Afdeling. Det Kongelige Danske videnskabernes Selskabs Skrifter. Naturvidenskabelig og mathematisk Afdeling ser. 5, 5: 177–271; BHL |
| 1860 | Nogle Bemaerkninger om de ved de danske Kyster iagttagne Arter of eenlige Söpunge (Ascidiae simplices). Videnskabelige Meddelelser fra den naturhistoriske Forening i Kjöbenhavn ser. 2, 2: 201–208; BHL |
| 1861 | met J. Steenstrup. Bidrag til Kundskab om det aabne Havs Snyltekrebs og Lernaeer samt om nogle andre nye eller hidtil kun ufuldstaendigt kjendte parasitiske Copepoder. Det Kongelige Danske videnskabernes Selskabs Skrifter. Naturvidenskabelig og mathematisk Afdeling ser. 5, 5: 341–432, pl. I-XV; BHL                                                                                      |
| –    | met J. Steenstrup. Uddrag af Bidrag til Kundskab om det aabne Havs Snyltekrebs og Lernaeer samt om nogle andre nye eller hidtil kun ufuldstaendigt kjendte parasitiske Copepoder. Oversigt over det Kongelige danske Videnskabernes Selskabs Forhandlinger 1860: 185–193; BHL |
| –    | Om nogle nordiske Cyamusarter. Forhandlinger ved de skandinaviske naturforskeres ottende møde: 590–592; HathiTrust |
| 1862 | met J. Reinhardt. Bidrag til Kundskab om Brasiliens Padder og Krybdyr. Videnskabelige Meddelelser fra den naturhistoriske Forening i Kjöbenhavn ser. 2, 3: 143–242; BHL |
| –    | met J. Reinhardt. Bidrag til det vestindiske Öriges og navnligen til de dansk-vestindiske Öers Herpetologie. Videnskabelige Meddelelser fra den naturhistoriske Forening i Kjöbenhavn ser. 2, 4: 153–291; BHL |
| –    | met J. Steenstrup. Mindre Meddelelser fra Kjöbenhavns Universitets zoologiske Museum. Videnskabelige Meddelelser fra den naturhistoriske Forening i Kjöbenhavn 1861: 267-284; BHL |
| 1863 | Nogle nye Krybdyr og Padder. Videnskabelige Meddelelser fra den naturhistoriske Forening i Kjöbenhavn ser. 2, 4: 292–311; BHL |
| 1864 | Bidrag til Kundskab om Echiniderne. Videnskabelige Meddelelser fra den naturhistoriske Forening i Kjöbenhavn ser. 2, 5: 69–207; BHL |
| –    | To Tillaegsbemaerkniger til mine "Bidrag til Kundskab om Echiniderne". Videnskabelige Meddelelser fra den naturhistoriske Forening i Kjöbenhavn ser. 2, 5: 368–371; BHL |
| –    | Kritiske Bemaerkninger om forskjellige Söstjerner (Asterider), med Beskrivelse af nogle nye Arter. Videnskabelige Meddelelser fra den naturhistoriske Forening i Kjöbenhavn ser. 2, 6: 123–169; BHL |
| –    | Om Vestindiens Pentacriner, med nogle Bemaerkninger om Pentacriner og Sölilier i Almindelighed. Videnskabelige Meddelelser fra den naturhistoriske Forening i Kjöbenhavn ser. 2, 6: 195–245; BHL |
| 1869 | Additamenta ad historiam Ophiuridarum. Beskrivende og kritiske Bidrag til Kundskab om Slangestjernerne. Tredie Afdeling. Det Kongelige Danske videnskabernes Selskabs Skrifter. Naturvidenskabelig og mathematiske Afdeling ser. 5, 8: 19–110; BHL |
| 1870 | Conspectus Cyamidarum borealium hujusque cognitarum. Forhandlinger i Videnskabs-Selskabet i Christiania 1870: 279–280; BHL |
| 1871 | Fortsatte kritiske og beskrivende Bidrag til Kundskab om Söstjernerne (Asteriderne). Videnskabelige Meddelelser fra den naturhistoriske Forening i Kjöbenhavn ser. 3, 3: 227–304; BHL |
| –    | Oneirodes Eschrichtii Ltk., en ny grønlandsk Tudsefisk. Oversigt over det Kongelige Danske videnskabernes Selskabs Forhandlinger 1871: 56–74; BHL ook als: On Oneirodes Eschrichtii Lütken, a new Lophioid Fish from Greenland. Annals and Magazine of Natural History ser. 4, 9(53): 329–344 (1872); BHL                                                                                        |
| 1872 | Ophiuridarum novarum vel minus cognitarum descriptiones nonnullae. Nogle nye eller mindre bekjendte Slangestjerner beskrevne - med nogle Bemaerkninger om Selvdelingen hos Straaledyrene. Oversigt over det Kongelige Danske videnskabernes Selskabs Forhandlinger 1872: 75–158; BHL |
| –    | Antipathes arctica, a new species of black coral (Antipathidae) from the polar seas. Annals and Magazine of Natural History ser. 4, 10(56): 77–83; BHL |
| 1873 | On Spontaneous Division in the Echinodermata and other Radiata. Annals and Magazine of Natural History ser. 4, 12: 391–399; BHL |
| –    | Bidrag til Kundskab om Arterne af Slaegten Cyamus Latr. eller Hvallusene. Det Kongelige Danske videnskabernes Selskabs Skrifter. Naturvidenskabelig og mathematisk Afdeling ser. 5, 10: 229–284; BHL |
| 1874 | Ichthyographiske Bidrag. I. Nogle nye eller mindre fuldstaendigt kjendte Pandsermaller, isaer fra det nordlige Sydamerika. Videnskabelige Meddelelser fra den naturhistoriske Forening i Kjöbenhavn ser. 3, 5: 202–220; BHL |
| –    | Siluridae novae Brasiliae centralis a clarissimo J. Reinhardt in provincia Minas-geraës circa oppidulum Lagoa Santa, praecipue in flumine Rio das Velhas et affluentibus collectae, secundum characteres essentiales breviter descriptae. Oversigt over det Kongelige Danske videnskabernes Selskabs Forhandlinger 1874: 29–36; BHL                                                              |
| –    | Ichthyographiske Bidrag. II. Nye eller mindre vel kjendte Malleformer fra forskjellige Verdensdele. Videnskabelige Meddelelser fra den naturhistoriske Forening i Kjöbenhavn ser. 3, 6: 190–220; BHL |
| 1875 | Characinae novae Brasiliae centralis a clarissimo J. Reinhardt in provincia Minas-Geraes circa oppidulum Lagoa Santa in lacu ejusdem nominis, flumine Rio das Velhas et rivulis affluentibus collectae, secundum characteres essentiales breviter descriptae. Oversigt over det Kongelige Danske videnskabernes Selskabs Forhandlinger 1874: 127–143; BHL                                        |
| –    | Ichthyographiske Bidrag. III. Nogle nye eller mindre fuldstaendigt kjendte, mellem- eller sydamerikanske Karpelax (Characiner). Videnskabelige Meddelelser fra den naturhistoriske Forening i Kjöbenhavn ser. 3, 6: 220–240; BHL |
| –    | Velhas-Flodens Fiske. Et Bidrag til Brasiliens Ichthyologi. Efter Professor J. Reinhardts Indsamlinger og Optegnelser. Det Kongelige Danske videnskabernes Selskabs Skrifter. Naturvidenskabelig og mathematiske Afdeling ser. 5, 12: 121–252, I–XXI, pl. 1–5; BHL |
| –    | The Crustacea of Greenland. In: Jones, T.R. (ed.) Manual of the Natural History, Geology, and Physics of Greenland and the Neighbouring Regions: 146–165; BHL |
| –    | A revised catalogue of the Annelida and other, non-entozoic, worms of Greenland. In: Jones, T.R. (ed.) Manual of the Natural History, Geology, and Physics of Greenland and the Neighbouring Regions: 167–179; BHL |
| –    | A revised catalogue of the Echinodermata of Greenland. In: Jones, T.R. (ed.) Manual of the Natural History, Geology, and Physics of Greenland and the Neighbouring Regions: 184–185; BHL |
| –    | A revised list of the Acalephae and Hydrozoa of Greenland. In: Jones, T.R. (ed.) Manual of the Natural History, Geology, and Physics of Greenland and the Neigbouring Regions: 187–190; BHL |
| –    | A revised catalogue of the Spongozoa of Greenland. In: Jones, T.R. (ed.) Manual of the Natural History, Geology, and Physics of Greenland and the Neighbouring Regions: 190–191; BHL |
| 1877 | Korte bidrag til nordisk Ichthyographi. I. Foreløbige Meddelelser om nordiske Ulkefiske (Cottoidei). Videnskabelige Meddelelser fra den naturhistoriske Forening i Kjøbenhavn ser. 3, 8: 355–388; BHL |
| –    | Ichthyographiske Bidrag. VI. Bidrag til Flyvefiskenes (Exocoeternes) Diagnostik. Videnskabelige Meddelelser fra den naturhistoriske Forening i Kjøbenhavn ser. 3, 8: 389–408; BHL |
| 1878 | To sjaeldnere pelagiske Berycider. Oversigt over det Kongelige Danske videnskabernes Selskabs Forhandlinger 1877: 175–187; BHL |
| –    | Korte bidrag til nordisk Ichthyographi. II. Notacanthus nasus Bloch (Otto Fabricius's Campylodon eller "Bugtetand"). Videnskabelige Meddelelser fra den naturhistoriske Forening i Kjøbenhavn ser. 3, 9: 145-153; BHL |
| –    | Til kundskab om to arktiske Slaegter af Dybhavs-Tudsefiske: Himantolophus og Ceratias. Det Kongelige Danske videnskabernes Selskabs Skrifter. Naturvidenskabelig og mathematiske Afdeling ser. 5, 11: 307–348; BHL |
| 1880 | Spolia Atlantica. Bidrag til Kundskab om Formforandringer hos Fiske under deres Vaext og Udvikling, saerligt hos nogle af Atlanterhavets Højsøfiske. Det Kongelige Danske videnskabernes Selskabs Skrifter. Naturvidenskabelig og mathematiske Afdeling ser. 5, 12: 409–613; BHL |
| –    | Korte Bidrag til nordisk Ichthyographi. III. Grønlands og Islands Lycoder. Med Bemaerkninger om andre nordiske Arter. Videnskabelige Meddelelser fra den naturhistoriske Forening i Kjøbenhavn ser. 4, 1 & 2: 307–332; BHL |
| 1887 | Korte Bidrag til nordisk Ichthyographi. VI. En for Grønlandshavet ny Rokke-art (Raja Fyllae n.sp. ad int.) m.m. Videnskabelige Meddelelser fra den naturhistoriske Forening i Kjøbenhavn ser. 4, 9: 1–4, pl. 1; BHL |
| 1892 | Om en med Stegophiler og Trichomycterer beslaegtet sydamerikansk Mallefisk (Acanthopoma annectens Ltk. n.g. & sp.?). Videnskabelige Meddelelser fra den naturhistoriske Forening i Kjøbenhavn ser. 5, 3: 53–60; BHL |
| –    | Spolia atlantica. Scopelini Musei Zoologici Hauniensis. Bidrag til Kundskab om det aabne Havs Laxesild eller Scopeliner. Det Kongelige Danske videnskabernes Selskabs Skrifter. Naturvidenskabelig og mathematiske Afdeling ser. 6, 7: 221–297; BHL |
| –    | Korte Bidrag til nordisk Ichthyographi. VIII. Nogle nordiske Laxesild (Scopeliner). Videnskabelige Meddelelser fra den naturhistoriske Forening i Kjøbenhavn ser. 5, 3: 203–233; BHL |
| 1893 | Slaegten Baculus Lubbock, et Udviklingstrin af Pennella. Videnskabelige Meddelelser fra den naturhistoriske Forening i Kjøbenhavn ser. 5, 4: 73–76; BHL |
| 1898 | The Ichthyological Results. The Danish Ingolf Expedition 2(1): 1–39; BHL |
| –    | met J. Steenstrup. Spolia Atlantica. Bidrag til Kundskab om Klump- eller Maanefiskene (Molidae). Det Kongelige Danske videnskabernes Selskabs Skrifter. Naturvidenskabelig og mathematiske Afdeling ser. 6, 9: 1–103, pl. 1–4; BHL |
| 1899 | met T. Mortensen. Reports on an exploration off the west coasts of Mexico, Central and Southern America and off the Galapagos Islands. XXV. The Ophiuridae. Memoirs of the Museum of Comparative Zoölogy at Harvard College 23(2): 97–208; BHL |

- Bibsys: 98051840
- Author citation (botany): Lutken
- Stuttgart Database of Scientific Illustrators 1450–1950: 8596
- Gemeinsame Normdatei: 141495618
- International Standard Name Identifier: 0000 0000 7994 0548
- Library of Congress Control Number: nr00007972
- Nederlandse Thesaurus van Auteursnamen: 130480622
- Réseau des bibliothèques de Suisse occidentale: 02-A003540156
- SNAC: w6q634tz
- Système universitaire de documentation: 145616576
- Museum of New Zealand Te Papa Tongarewa: 59753
- Virtual International Authority File: 46598951
- WorldCat: E39PBJwHdcKhgkyxWDGdBcCmh3